# 한국선재
한국선재(Hankuk Steel Wire Co., Ltd)는 대한민국의 고성능 계장용 피팅 및 밸브기업이다. 본사는 부산광역시 사하구 하신번영로 27 (신평동)에 외치해 있으며 대표이사는 이정훈이다. 한선엔지니어링을 자회사로 두고 있다. 선재류(아연도금철선,스테인리스강선) 제조가공 및 판매, 각종 철강재 판매의 사업을 영위한다. 밸브 및 피팅 제조기업인 '한선엔지니어링'과 배관용 밸브 제조기업인 '기성금속'을 종속기업으로 보유하고 있다

## 자사주 소각
주주가치 제고를 목적으로 23억 원 규모의 자사주를 소각하였다

## 상장
1995년 6월 19일에 코스닥 시장에 상장하였다

## 같이 보기
- 한선엔지니어링

## 참고 문헌
1. ↑  한국선재 자회사 한선엔지니어링 “고품질 피팅·밸브 모듈화로 글로벌 시장 잇겠다”, 이투데이, 2023년 10월 31일
2. ↑  한국선재 자회사 한선엔지니어링, 코스닥 상장예비심사 통과, 뉴스핌, 2023년 10월 13일
3. ↑  기술분석보고서-한국선재, 2019. 11. 14
4. ↑  기술분석보고서-한국선재, 2022.02.24.[깨진 링크(과거 내용 찾기)]
5. ↑  한국선재, 23억 규모 자사주 소각 결정, 한국경제, 2023년 12월 4일
6. ↑  배석원, 실적 부진 한국선재, 창업 2세 이제훈 1년 만에 대표 복귀, 팍스경제TV, 2024.03.04